# Friedrich Pourtalès

Friedrich Pourtalès, fotografiert von Ernst Sandau

Graf Jacob Ludwig Friedrich Wilhelm Joachim von Pourtalès (* 24. Oktober 1853 in Oberhofen am Thunersee Schweiz; † 3. Mai 1928 in Bad Nauheim) war ein deutscher Diplomat. 

## Herkunft
Seine Eltern waren der Diplomat und Kunstsammler Graf Wilhelm von Pourtales (* 7. Juni 1815; † 1. September 1889) und dessen Ehefrau der Gräfin Charlotte von Maltzahn (* 20. Dezember 1827; † 12. April 1861).

## Leben
Der Neffe des preußischen Diplomaten Graf Albert von Pourtalès besuchte die Ritterakademie in Liegnitz und diente anschließend beim preußischen Militär, bevor er in den diplomatischen Dienst eintrat. 1879 wurde er Attaché bei der deutschen Botschaft in Wien, 1881 Legationssekretär in Berlin und 1888, nach Stationen in Wien, Den Haag und Paris, Erster Botschaftssekretär in St. Petersburg. Seit 1890 stand er als Vortragender Rat der Russischen Abteilung im Auswärtigen Amt vor, bis er 1899 Gesandter in Den Haag, 1902 in München wurde. Seine Karriere erreichte ihren Höhepunkt mit der Ernennung zum deutschen Botschafter am Zarenhof in St. Petersburg im Dezember 1907. Nachdem er am 1. August 1914 „unter Tränen“ die deutsche Kriegserklärung an Russland überreicht hatte, kehrte er über Schweden nach Deutschland zurück, wo er für die restliche Dauer des Ersten Weltkriegs wieder die Leitung der Russlandabteilung im Auswärtigen Amt in Berlin übernahm. Darüber hinaus fungierte er als Berater der deutschen Außenminister Gottlieb von Jagow, Arthur Zimmermann und Paul von Hintze.

## Familie
Pourtales heiratete am 20. September 1892 in Berlin die Gräfin Gisela von Kanitz (* 13. August 1873; † 6. Februar 1957), eine Tochter des preußischen Hofmarschalls Georg von Kanitz.

## Werke
- Am Scheidewege zwischen Krieg und Frieden. Meine letzten Verhandlungen in Petersburg zu Ende Juli 1914, 1. Auflage, Charlottenburg, Deutsche Verlagsgesellschaft für Politik und Geschichte, 1919.